# Otello
Otello, dramma lirico, je opera u četiri čina Giuseppea Verdija. Nastao je prema istoimenoj Shakespeareovoj tragediji, a Giuseppe Verdi ga je skladao nakon deset godina mirovine. Praizvedba se dogodila 5. veljače 1887.
u Milanu. Mjesto i vrijeme radnje u operi je primorski grad na Cipru krajem 15. stoljeća.

## Likovi i uloge
- Otello	  - Maor, zapovjednik mletačke flote i guverner Cipra (tenor)
- Desdemona - njegova žena (sopran)
- Iago	  - Otellov narednik (bariton)
- Emilia    - Iagova žena	(mezzosopranistica)
- Cassio    - kapetan (tenor)
- Rodrigo   - mletački plemić (tenor)
- Lodovico  - veleposlanik Mletačke Republike (bas)
- Montano   - Otellov prethodnik na mjestu guvernera Cipra (bas)
- Glasnik   - (bas)
- vojnici i morepolovci, mletačke dame i gospoda, narod (kor)

## Vanjske poveznice

### Libreto
- Otello (Giuseppe Verdi - il sito ufficiale)  Arhivirana inačica izvorne stranice od 11. prosinca 2005. (Wayback Machine)

### Note
- and Gayle Cook Music Library)[neaktivna poveznica]